# Chorągiew pancerna koronna Konstantego Krzysztofa Wiśniowieckiego

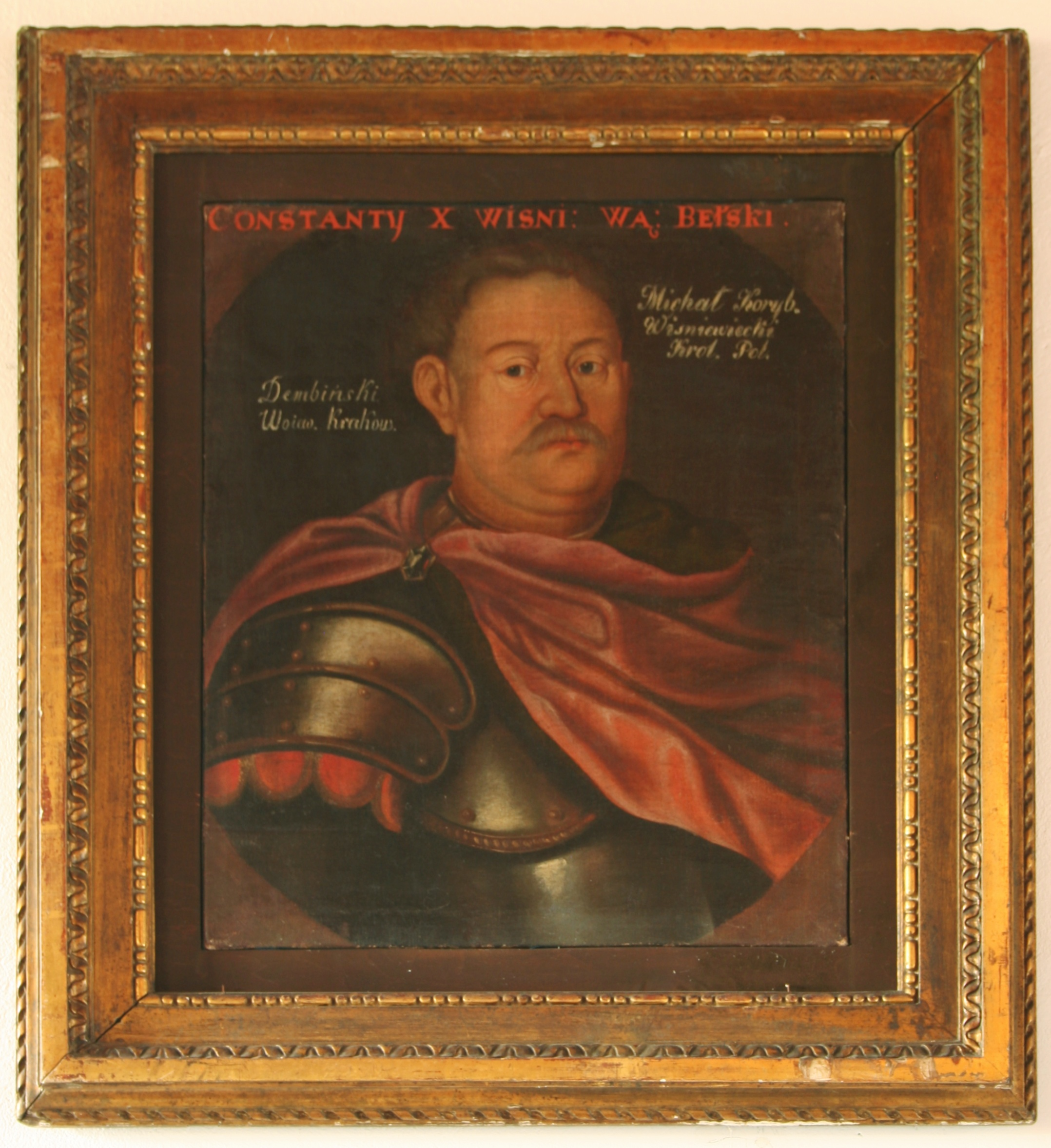
Konstanty Krzysztof Wiśniowiecki

Chorągiew pancerna koronna Konstantego Krzysztofa Wiśniowieckiego – chorągiew pancerna koronna II połowy XVII wieku, okresu wojen Rzeczypospolitej z Turcją i Rosją.
Fundatorem i patronem chorągwi był wojewoda bełski Konstanty Krzysztof Wiśniowiecki.
Żołnierze chorągwi znaleźli się w kompucie wojsk koronnych pod Wiedniem w 1683 (145 koni) i wzięli udział w wojnie polsko-tureckiej 1683-1699.